# كرسي

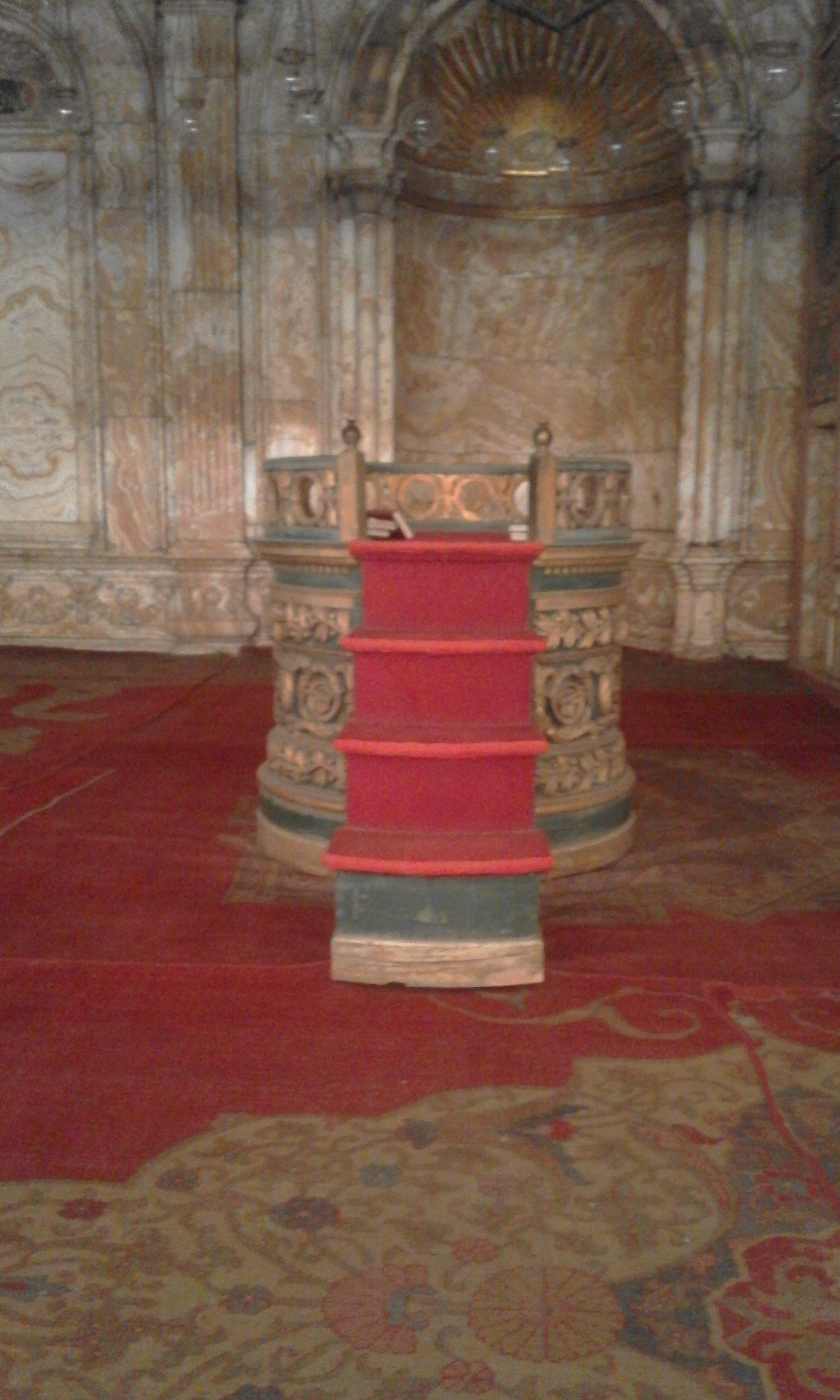
صورة لكرسي محمد علي باشا في مسجد بقلعة صلاح الدين الأيوبي بالقاهرة.

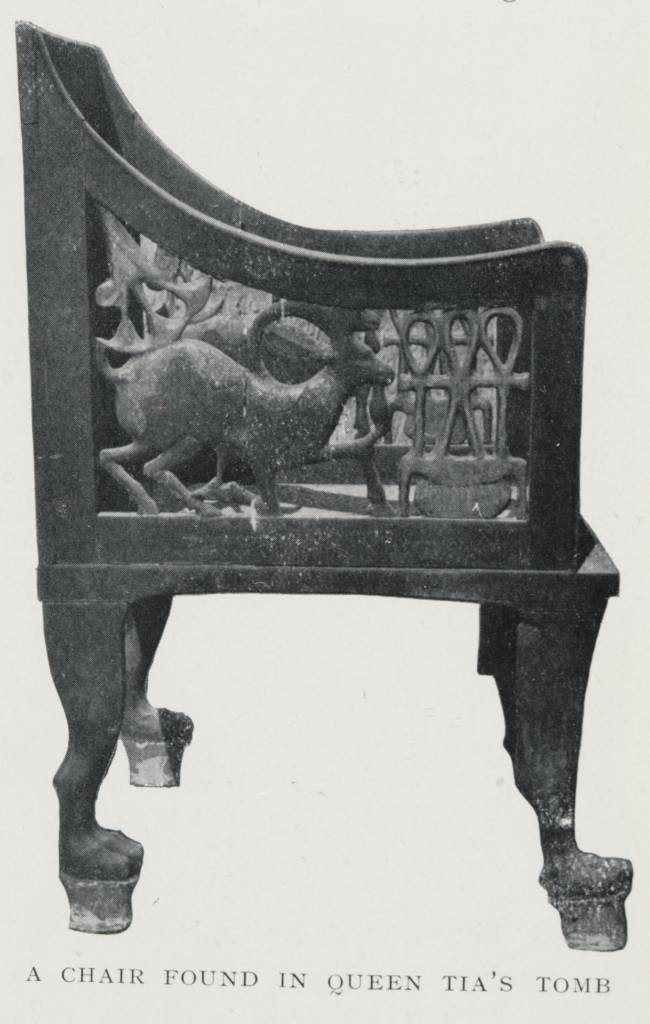
كرسي من عهد الأسرة الثامنة عشر المصرية القديمة.

الكُرْسِي (الجمع: كَرَاسٍ، كَرَاسِي)، الكرسي هو نوعٌ من المقاعد مصمم عادة لشخص واحد ويتألف من ساق واحدة أو أكثر، ومقعد مسطح أو بزاوية طفيفة ومسند ظهر. قد يكون مصنوعًا من الخشب أو المعدن أو المواد الاصطناعية ويمكن أن يكون مبطنة أو منجدة بألوان وأقمشة مختلفة.
تختلف الكراسي في التصميم. فهناك كرسي بذراعين له مساند للذراعين مثبتة بالمقعد؛ والكرسي المنجد ويتميز بآلية تخفض ظهر الكرسي وترفع مسند قدم في مكانه، والكرسي الهزاز له أرجل مثبتة على شريحتين طويلتين منحنيتين؛ والكرسي المتحرك له عجلات مثبتة على محور أسفل المقعد.

## أصل الكلمة
كرسي مشتق من الفعل كرس،  و منها كلمات مستعملة بكثرة كرّاسة وتكريس الجهد.
ويبدو أنها ما يحفظ الطبقات أن لا تهوي على بعضها.
تستعمل عند البنائين. ككرسي الحديد في الحائط الخراساني، وكرسي الحديد للبلاطة.
ويقال: قلادة ذاتُ كِرْسَين وذات أَكْراس ثلاثة إِذا ضَمَمْتَ بعضها إِلى بعض؛ وأَنشد:
تستعمل في اللغة العربية كما في لغات أخرى للدلالة على دور إداري لمجموعة أو لدولة.

## التصنيع
تُصنع الكراسي غالبًا من الحديد أو من الألمنيوم أو من الخشب أو من اللدائن أو من القطن والجلد.
وكذلك يستخدم كمصطلح سياسي لأسقف روما، ويسمى البابوي.

## أنواعه من حيث الاستعمال
- الكرسي الكهربائي.
- الكرسي المعلق.
- الكرسي الدوار.
- الكرسي الهزاز.
- الكرسي المتحرك.
- كرسي تدليك.
- كرسي التغطيس.
- كرسي الأوضاع.

## ذكره في القرآن
تسمى به آية من آيات القرآن الكريم وهي آية الكرسي لها مكانة مميزة. لوروده فيها قال تعالى: ﴿اللَّهُ لَا إِلَهَ إِلَّا هُوَ الْحَيُّ الْقَيُّومُ لَا تَأْخُذُهُ سِنَةٌ وَلَا نَوْمٌ لَهُ مَا فِي السَّمَاوَاتِ وَمَا فِي الْأَرْضِ مَنْ ذَا الَّذِي يَشْفَعُ عِنْدَهُ إِلَّا بِإِذْنِهِ يَعْلَمُ مَا بَيْنَ أَيْدِيهِمْ وَمَا خَلْفَهُمْ وَلَا يُحِيطُونَ بِشَيْءٍ مِنْ عِلْمِهِ إِلَّا بِمَا شَاءَ وَسِعَ كُرْسِيُّهُ السَّمَاوَاتِ وَالْأَرْضَ وَلَا يَئُودُهُ حِفْظُهُمَا وَهُوَ الْعَلِيُّ الْعَظِيمُ ۝٢٥٥﴾ [البقرة:255].
كما ذكر مرة أخرى في القرأن ضمن سياق قصة النبي سليمان قال تعالى:﴿وَلَقَدْ فَتَنَّا سُلَيْمَانَ وَأَلْقَيْنَا عَلَى كُرْسِيِّهِ جَسَدًا ثُمَّ أَنَابَ ۝٣٤﴾ [ص:34].

## معرض الصور

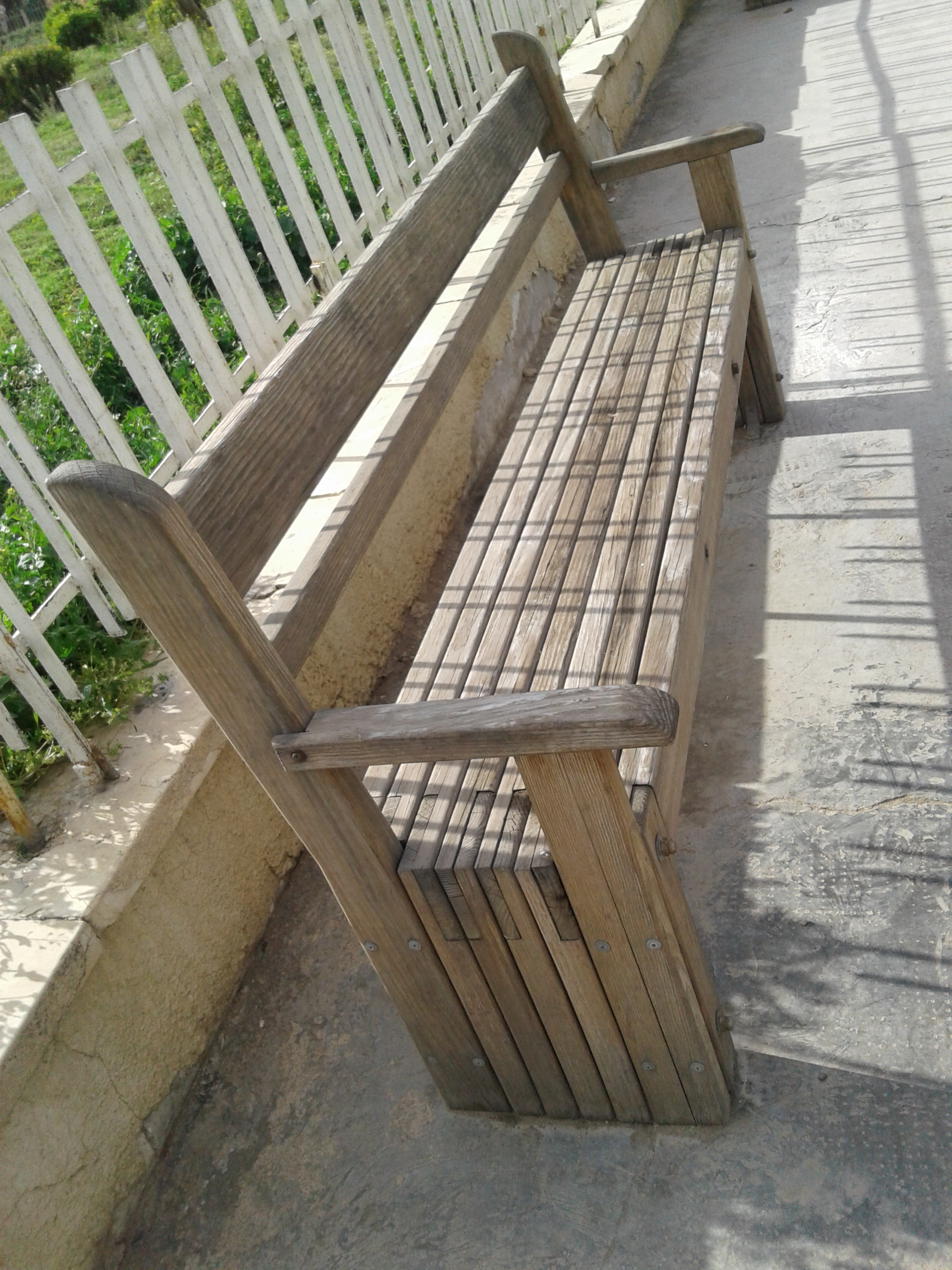
كرسي خشبي في حديقة.
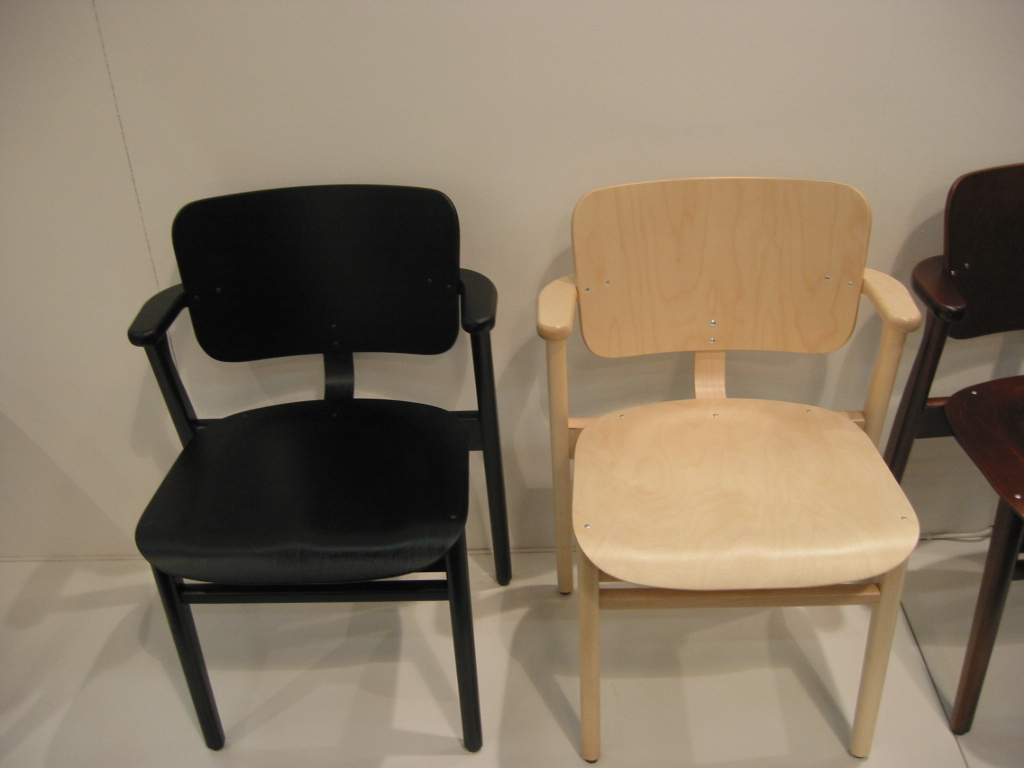
كرسيان أحدهما مصنوع من الخشب.
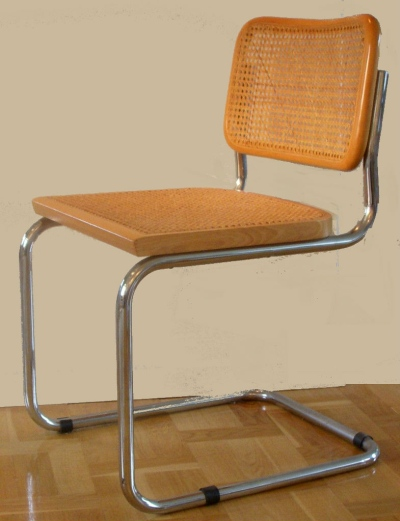
كرسي خشبي قوائمه معدنية.
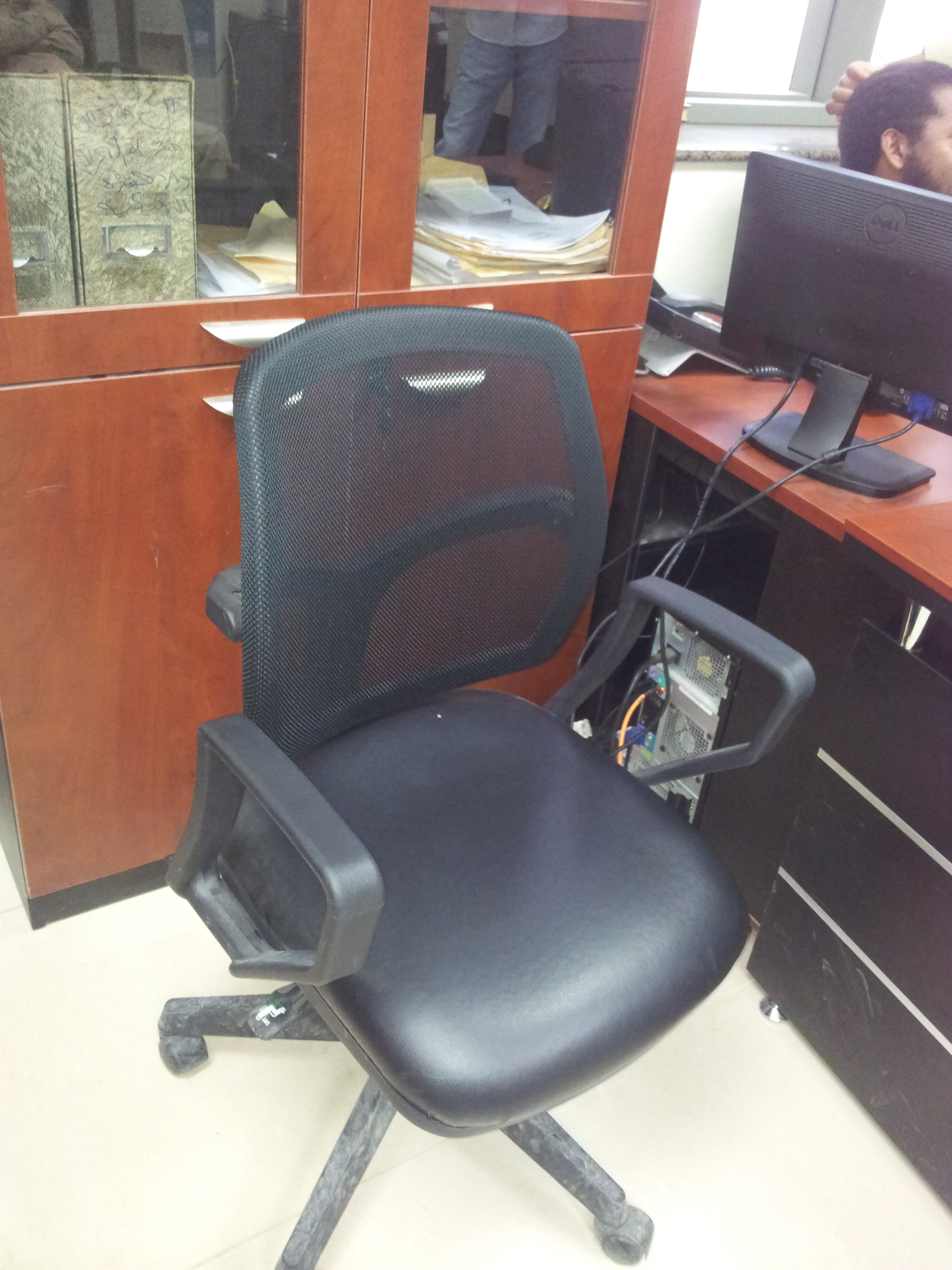
كرسي جلدي.